# Résidence alternée en droit français
« Garde alternée » redirige ici. Pour le film, voir Garde alternée (film, 2017).
Pour un article plus général, voir Garde partagée.
En droit français, la résidence alternée est une organisation de l'hébergement de l'enfant mineur dont les parents ne vivent pas dans le même domicile. Certains parents n'ont jamais vécu ensemble, mais elle a lieu le plus souvent en cas de séparation des conjoints, a fortiori lors d'un divorce. Un enfant en résidence alternée vit en alternance au domicile d'un parent puis de l'autre. Exceptionnellement il a été expérimenté que les parents alternent au domicile de l'enfant. Ce principe a été introduit en France en 2002, et fait suite à la notion juridique de droit de garde. La généralisation de la résidence alternée, envisagée régulièrement dans des projets de loi, fait l'objet de controverses.

## Définition
Le code civil offre une certaine souplesse dans la mise en œuvre de la résidence alternée : en effet, il n’impose ni une stricte parité dans le partage du temps parental ni un rythme d'alternance hebdomadaire. Néanmoins, le Dictionnaire Lexilogos du CNRS se réfère à l'alternance des jours et des nuits, ainsi qu'à la notion de régularité. La forme n'a que peu d'importance, que cette régularité soit fixée par accord oral ou écrit entre les parents, ou même authentifié ou imposé malgré un désaccord par l'autorité juridique.
En principe le bien-être de l'enfant (par exemple la salubrité des domiciles) est la référence centrale de toute résidence partagée.

### Conditions de la résidence alternée
Une étude publiée chez Dalloz par Bruno Lehnisch et Caroline Siffrein-Blanc en juillet 2021, et militant pour une adoption très large de la résidence alternée, souligne l’aléa judiciaire lorsque le juge aux affaires familiales statue sur ce mode de résidence. En effet, les critères d'appréciation de l'intérêt de l'enfant paraissent variables d'une juridiction à une autre. En premier lieu, certaines conditions matérielles seraient des freins à la mise en place d'une résidence alternée :
- Presque toujours, les enfants scolarisés ne peuvent fréquenter qu'une seule école, obligeant les parents à résider à proximité de l'établissement scolaire.
- La résidence alternée implique le partage des charges. C’est pourquoi, en France, le parent ayant les revenus les plus élevés peut verser une contribution alimentaire à l'autre parent.
- À l'heure actuelle, seules les allocations familiales de la CAF peuvent être partagées entre les 2 parents. Pour les autres prestations, un seul des parents sera désigné comme bénéficiaire
- Le législateur [Où ?] a prévu le recours à la médiation familiale pour favoriser l'entente entre les parents dans l'organisation de leurs responsabilités à l'égard des enfants. L'article 7 de la loi n° 2016-1547 du 18 novembre 2016 de modernisation de la justice du XXIe siècle a instauré, à titre expérimental, une tentative de médiation familiale préalable obligatoire (TMFPO). Ce dispositif impose d'organiser une médiation familiale avant toute saisine de la justice familiale. Il a été mis en place au sein de 11 juridictions et doit prendre fin le 31 décembre 2022.

### Résidence alternée et pension alimentaire
La résidence alternée ne fait pas obstacle à l'établissement spontané ou la fixation judiciaire d'une pension alimentaire, en cas de disparité de ressources entre les parents.
La pension alimentaire ne dispense pas le parent qui la verse de la contribution qu'il doit sur les périodes où les enfants sont à son domicile. C'est ainsi qu'en sus de la pension, chaque parent débiteur doit la charge pour moitié (cas normal) des frais (cantine, garderie) même s'il choisit de ne pas engager ces frais pendant "sa semaine" de garde.
Cependant en France la pension alimentaire dans le cadre de la résidence alternée, entraine une exception légale. En effet, cette pension, mise à la charge d'un des parents, n'est pas reconnue par l'administration fiscale. En 2011, en France, les impôts reconnaissent la résidence alternée en partageant "les parts" liées aux enfants, mais ne reconnaissent ni en charge, ni en revenu la pension alimentaire versée.

## Résidence alternée en France
Après les mouvements sociaux de 1968 dans le monde, la puissance paternelle, alors exercée par le « chef de famille » est remplacée par l'autorité parentale, qui ne cesse théoriquement pas en cas de divorce[réf. souhaitée]; mais dont l'exercice est confié au  parent qui assure la garde de l'enfant.
La législation du divorce, après la « légalisation » du 11 juillet 1975, connait trois réformes en 1987, 1993 et 2002, avec la disparition du droit de garde au profit du lieu de résidence et une bascule progressive privilégiant le « rôle fondateur des parents »  au détriment de « l'intérêt de l'enfant ».
Le 22 juillet 1987, la loi no 87-570 dite Malhuret énonce qu’en cas de divorce, l’autorité parentale est exercée soit en commun par les deux parents, soit par l’un d’eux. En revanche, dans la famille naturelle (non mariée ou adultère), l’exercice en commun restait subordonné à une décision judiciaire ou à une déclaration conjointe des parents. C’est pourquoi les articles 287 et 374 du Code civil, dans leur rédaction issue de la loi de 1987, imposaient au juge, en cas d’exercice conjoint de l’autorité parentale, d’indiquer chez lequel de ses parents l’enfant avait sa résidence habituelle. Ceci rendait la résidence alternée dérogatoire au principe légal en France.
Par la suite, la loi du 8 janvier 1993 maintient cette exigence. En effet, selon le nouvel article 287 du Code civil, le juge n’était tenu de fixer la résidence habituelle de l’enfant chez l’un de ses parents qu’à défaut d’accord parental. Toutefois, la nécessité de choisir une résidence habituelle subsistait, à défaut d’accord des parents divorcés, ainsi que dans la famille naturelle (non mariée ou adultère) disjointe, et la garde alternée reste exclue des possibilités offertes aux juges : « Le juge ne peut confier la garde des enfants communs alternativement au père et à la mère ».
La résidence alternée fait son entrée dans la législation française en 2002. Ainsi, le texte de la loi du 4 mars 2002, énonce de manière générale, à l’article 373-2, alinéa 2, du Code civil que « chacun des père et mère doit maintenir des relations personnelles avec l’enfant et respecter les liens de celui-ci avec l’autre parent ». En outre, l'article 373-2-9 du même code dispose désormais que « la résidence de l'enfant peut être fixée en alternance au domicile de chacun des parents ». Cette reconnaissance légale a été accueillie avec soulagement par les couples qui avaient déjà adopté, sans recours à la décision judiciaire, la résidence alternée. La nécessité de donner une base législative à ces pratiques consensuelles n’a pas fait grand débat. Les oppositions se sont focalisées sur le point de savoir s’il était opportun de conférer au juge le pouvoir d’imposer un hébergement alterné à des parents en conflit. Le législateur a finalement opté pour une solution de compromis consistant à imposer aux parents en conflit une résidence alternée provisoire « à l’essai ». Le rapporteur du Sénat, Laurent Béteille, lors du débat en séance publique le 21 novembre 2001, a en effet indiqué l'objectif de ce mode de résidence : « Il s'agit d'affirmer, dans le code civil, une préférence pour la résidence alternée, que nous avons fait figurer dans le texte avant la résidence au domicile de l'un des parents, mais en faisant montre d'une certaine prudence lorsque l'un des parents est opposé à cette solution ».
De plus, afin d'épauler les parents à établir des accords consensuels autour de la question des enfants, la loi[Laquelle ?] a institué la médiation familiale. Le juge peut désigner un médiateur familial pour y procéder. Et selon la loi no  2004-439 du 26 mai 2004, le juge peut enjoindre aux époux de rencontrer un médiateur familial qui les informera sur l'objet et le déroulement de la médiation. Cette obligation de recours à la médiation peut être imposée même en cas de « violences constatées ». Les parents peuvent également contacter le médiateur familial en amont de la procédure dans le projet de soumettre leur accord à l'homologation du juge aux affaires familiales[réf. souhaitée].
En 2012 selon une enquête menée sur la «résidence des enfants de parents séparés » sur la base des décisions définitives rendues par des juges aux affaires familiales  entre le 4 juin et le 15 juin 2012, il est établi que la proportion de la résidence alternée comme moyen de garde des enfants de  couples séparés est passée de 10% en 2003 à 17% en 2012. La résidence chez le père concerne 12% des décisions rendues. Néanmoins lorsque les parents ne sont pas tous les deux d'accord pour mettre en place une résidence alternée celle-ci est généralement refusée par les juges aux affaires familiales, avec une tendance à favoriser la demande de la mère.
Les propositions de loi sur ce sujet sont régulièrement combattues. Une proposition de loi sur la garde alternée a été examinée puis abandonnée en 2017 à l’Assemblée nationale. Une autre est en première lecture au Sénat en 2023, sans qu'on sache si elle sera examinée à l’Assemblée nationale ; elle vise à « unifier la jurisprudence » pour favoriser la résidence alternée, et  répondre à « un déséquilibre des droits des parents » au nom de l’intérêt supérieur de l’enfant, contre l'avis de ses détracteurs qui jugent le texte « dangereux ».

## Controverse en France

### Argumentation en France en faveur de la résidence alternée
La sociologue Christine Castelain Meunier estime que la garde alternée peut contribuer à un meilleur soutien éducatif, mais aussi « à davantage d’égalité entre les femmes et les hommes, et donc à des conditions de vie plus équilibrées pour les femmes » ce qui serait bénéfique à leur carrière et leur émancipation. Ce serait l'évolution logique du droit de la famille, qui a fait progressivement disparaitre la notion de « puissance paternelle » et les autres références genrées de la famille traditionnelle. L'évolution de la loi pourrait contribuer à une plus grande implication des pères, et à un plus grand partage des responsabilités entre les parents.
Thierry Berger, le président de l'association Égalité Parentale, explique lui que « un enfant a besoin de ses deux parents ». Dans une tribune publiée dans Le Figaro et signée par de nombreux parlementaires, il insiste sue l'idée que le refus de la garde alternée est contraire au bien-être et aux besoins affectifs des enfants (dont le droit de vivre avec ses deux parents est prétendument inscrit à l'article 9 de la Convention Internationale des Droits de l'Enfant), et va à l'encontre de l'égalité homme femme. Lors de situations de désaccord entre les parents sur la résidence alternée, celle-ci se serait consentie par les juges que dans 25 % des cas.
Dans le cadre des élections européennes de 2024, la liste « Défendre les enfants », conduite par Gaël Coste-Meunier , s'est engagée à promouvoir la résidence alternée égalitaire et à lutter contre l'exclusion parentale. Cette initiative politique, soutenue par douze associations, dont « Droits du parent et de l’enfant », vise à renforcer l'égalité parentale et à protéger les droits des enfants. Le programme de la liste comprend également des mesures telles que la réforme de l'Aide sociale à l'enfance et la déjudiciarisation des procédures familiales .
Une revue de la littérature scientifique internationale, publiée dans la Revue des politiques sociales et familiales en 2024, montre que la résidence alternée est bénéfique au bien-être de la majorité des enfants et des parents et qu'elle représente un facteur de protection contre la rupture de lien parent-enfant, la pauvreté et les problèmes de santé psychologique et physique. 

### Argumentation en France contre de la résidence alternée
L'opposition à la généralisation de la garde alternée est liée à deux arguments. D'une part les professionnels de l’enfance sont divisés sur la pertinence de la résidence alternée au regard de l’intérêt de l’enfant, en particulier en dessous d'un certain âge. D'autre part, des associations s'inquiètent de ce que l’exercice de l’autorité parentale est un instrument des agresseurs pour poursuivre leurs violences à travers les enfants ; l’exclusion de la possibilité d’une résidence alternée en cas de violences, prévue dans le projet de loi, n'est pas une garantie, la réalité des violences conjugales étant sous-estimée.
Les opposants en France à la résidence alternée s'opposent plus particulièrement à la loi du 4 mars 2002, qui permet à un juge aux affaires familiales d'imposer une résidence alternée à la demande d'un des parents, plutôt qu'à la résidence alternée fruit d'un accord amiable entre les deux parents. Ils argumentent par le fait que la loi de 2002 n'indique aucune condition indispensable pour la mise en place d'une résidence alternée (Durée de travail des parents, présence des parents ou d'un tiers auprès de l'enfant, etc.). Pour un juriste la notion de "relations entre les parents" n'est pas décrite dans la loi.
La position de ces opposants est d'autant plus intense qu'ils reprochent aux pères qui demandent la résidence alternée d'avoir parfois des raisons non-satisfaisantes : soustraction à la pension alimentaire, volonté de nuire à l'ex-compagne ou compagnon. Plus largement, la loi sur la garde alternée a selon plusieurs opposants a été introduite à la suite d'un lobbying masculiniste ou « pour faire plaisir aux associations de pères », et  son application ne serait pas demandée dans l’intérêt des enfants mais dans l’intérêt des adultes,.

## Psychologie
La revue Attachment and Human Development, revue officielle de la Society for Emotion and Attachment Studies, a publié le 11 janv. 2021 un article de consensus cosigné par 70 spécialistes de l'attachement. Elle affirme qu'accorder la priorité à l'un des parents pourrait compromettre le développement et le maintien des autres relations d'attachement de l'enfant. Dans ce cas, son sentiment de confiance à l'égard des personnes qui prennent soin de lui serait susceptible d'être altéré, impactant durablement sa capacité à s'adapter dans ses différents contextes de vie, comme à la crèche ou à l'école par exemple. L'article retient qu'il n'existe aucun consensus parmi les spécialistes de l'attachement concernant un « âge seuil » en-dessous duquel la résidence alternée serait déconseillée. En revanche, les 70 auteurs ayant participé à la rédaction de cet article s'accordent pour affirmer qu'il est dans l'intérêt de l'enfant de pouvoir développer et maintenir un réseau de relations avec ses figures d'attachement.

## Psychanalyse
Selon certains psychanalystes français, qui prennent leurs distances avec le point de vue juridique (le « droit » des pères ou des mères), durant les premiers mois de sa vie, l'enfant n'aurait besoin que de sa mère. Jusqu'au sixième anniversaire, toute séparation brutale avec elle, entraînerait chez l'enfant des troubles graves comme l'anxiété de séparation, une situation à hauts risques psychanalytiques,.
Selon Maurice Berger, concernant les « bébés » et s'appuyant la théorie de l'attachement, il se passe environ deux ans et demi à trois ans avant qu’un enfant puisse comprendre ce qu’est une filiation, c’est-à-dire qu’il a été conçu ou adopté par un couple adulte.
Certains psychanalystes estiment que la revendication de l’hébergement égalitaire est très souvent une expression de la fragilité psychique des parents, qui se développe « au détriment des capacités d’identification aux besoins de l’enfant ».